# Ghedi
Ghedi (Ghét en el dialecto bresciano) es un municipio (comune) situado en la provincia de Brescia (Lombardía). Tiene dos aldeas o fracciones (frazioni), Belvedere y Ponterosso. La iglesia parroquial, reedificada en la primera mitad del siglo XVII sobre una basílica románica del siglo VIII, está dedicada a San Juan Bosco.
En Ghedi tiene la sede la Sexta Ala (6° Stormo) de la Aeronautica Militare, la Fuerza aérea de Italia, junto al aeropuerto de Ghedi-Castenedolo, donde está localizada la estación meteorológica de Brescia-Ghedi.

## Administración Local
- Alcalde (Sindaco): Lorenzo Borzi (coalición centroderecha)
- Desde: el 22 de junio de 2009
- Teléfono del ayuntamiento: 030 9058201 (centralita) / 030 9058205 (alcaldía)
- Correo electrónico: sindaco@comune.ghedi.brescia.it

## Demografía
Ghedi cuenta aproximadamente con 6323 viviendas y el número de habitantes está creciendo más del 10% por década, según los censos del ISTAT, que han sido:
| Gráfica de evolución demográfica de Ghedi entre 1861 y 2001 |
|                                                             |
| Fuente ISTAT - elaboración gráfica de Wikipedia             |